# Arnia
Arnia là một thị xã và là nơi đặt Ủy ban khu vực quy hoạch (notified area committee) của quận Jammu thuộc bang Jammu và Kashmir, Ấn Độ.

## Địa lý
Arnia có vị trí 32°31′B 74°48′Đ / 32,52°B 74,8°Đ Nó có độ cao trung bình là 269 mét (882 feet).

## Nhân khẩu
Theo điều tra dân số năm 2001 của Ấn Độ, Arnia có dân số 9057 người. Phái nam chiếm 52% tổng số dân và phái nữ chiếm 48%. Arnia có tỷ lệ 65% biết đọc biết viết, cao hơn tỷ lệ trung bình toàn quốc là 59,5%: tỷ lệ cho phái nam là 72%, và tỷ lệ cho phái nữ là 58%. Tại Arnia, 12% dân số nhỏ hơn 6 tuổi.